# Belmonte Castello
Belmonte Castello là một đô thị ở tỉnh Frosinone trong vùng Lazio, có vị trí cách khoảng 120 km về phía đông nam của Roma và khoảng 40 km về phía đông của Frosinone. Tại thời điểm ngày 31 tháng 12 năm 2004, đô thị này có dân số 780 người và diện tích là 14,2 km².
Belmonte Castello giáp các đô thị: Atina, Sant'Elia Fiumerapido, Terelle, Villa Latina.